# Одербрух
52°42′ пн. ш. 14°15′ сх. д. / 52.7° пн. ш. 14.25° сх. д.
Одербрух (нім. Oderbruch, пол. Kotlina Freienwaldzka) — місцевість на річці Одер у східній Німеччині на кордоні з Польщею, невелика частина також знаходиться в Польщі. Простягається від міст Одерберг і Бад-Фраєнвальде на півночі до Лебуса на півдні, в окрузі Меркіш-Одерланд, земля Бранденбург. Одербрух має довжину близько 60 км, а ширину — від 12 до 20 км, загальна площа — близько 920 км². Це злегка похила рівнина, що спускається з 14 м на південному сході до лише одного метра над рівнем моря на північному заході. Німецька назва Одербрух походить від середньоверхньонімецького brouch, що означає болотиста місцевість, трясовина або вересова пустка, тоді як польська назва стосується Бад-Фраєнвальде.
Прусський король Фрідріх Великий ініціював осушення Одербруха, щоб розорати цю велику ділянку болота. Відтоді землі на захід від річки стали річковим польдером, тоді як 17% Одербруха, які зараз знаходяться в Польщі, зберегли свій первісний водно-болотний характер.
Регіон пережив два місяці важких боїв, які спустошили його наприкінці Другої світової війни, коли 1-й Білоруський фронт проривався через Одербрух на шляху до Берліна.

## Опис
До XVIII століття Одер петляв кількома рукавами через цю низовину, значна частина якої затоплювалася кілька разів на рік, що регулярно змінювало русло та значення різних русел. Рибальство було найважливішим заняттям для мешканців небагатьох міст Одербруха, що існували на той час. Сьогодні головне русло Одеру обмежене східним краєм западини, а залишки колишніх рукавів мають такі позначення, як Альте-Одер («Старий Одер») або Штілле-Одер («тихий» у сенсі нерухомий).

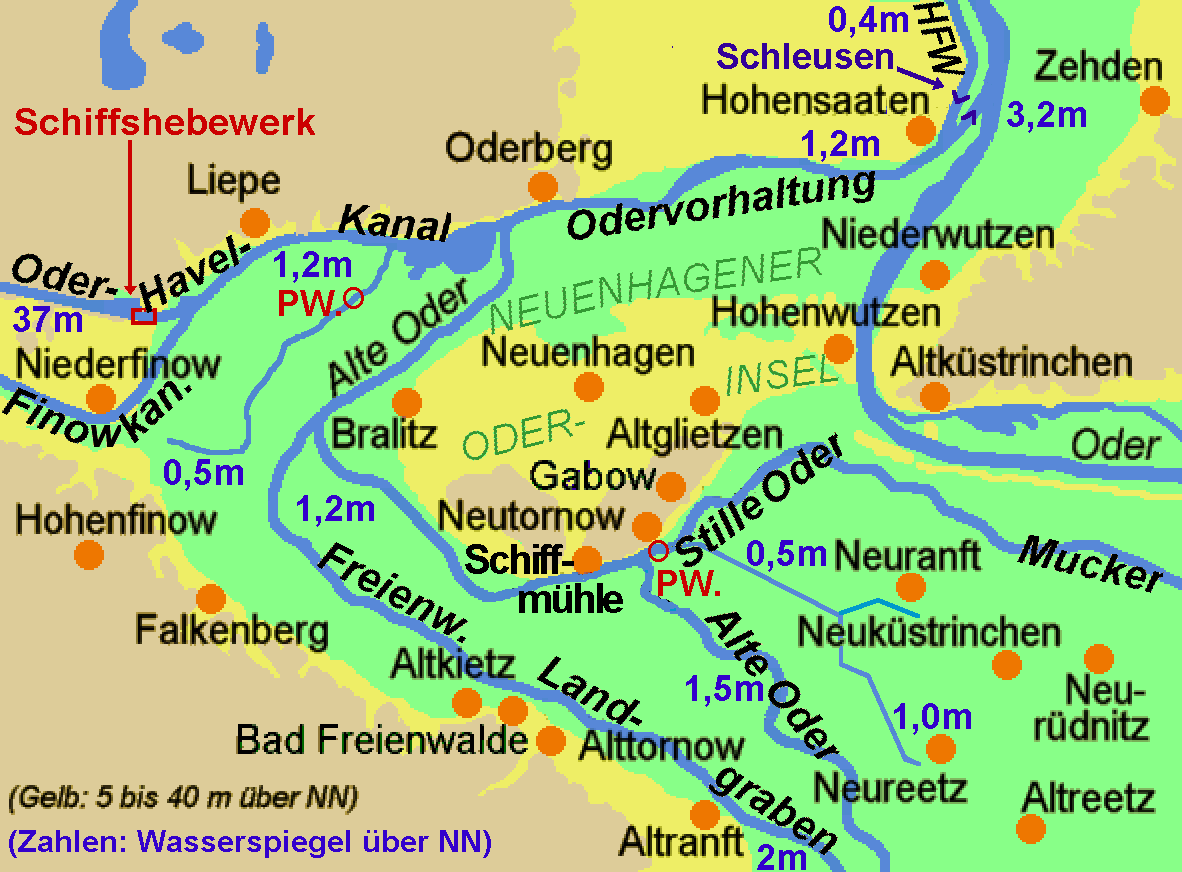
Залишки колишніх русел Одеру в північній частині Одербруха з оригінальними назвами, але сучасним рівнем води. Головне русло Одри знаходиться у верхній правій чверті мапи. PW = насосні станції

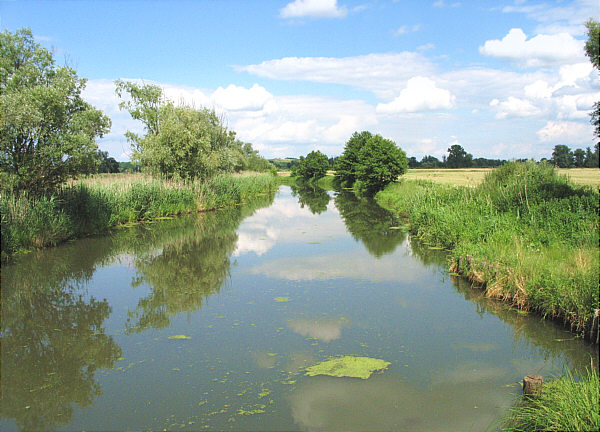
Штілле-Одер на південь від острова Ноєнгагенер

Сучасний ландшафт Одербруха сформувався внаслідок регулювання річки у XVIII столітті. Будівництво насипів та дренажних робіт розпочато в 1735 році, але переважно проводилися в 1747 — 1762 роках за прусського короля Фрідріха II. Як і планувалося, за короткий час значну частину Одербруха осушено, і її можна було заселити. Було отримано близько 130 000 моргенів (32 500 га) родючих сільськогосподарських угідь. У Летчині встановили пам'ятник на честь Фрідріха II на знак подяки за його ініціативу осушити Одербрух.

Кітцерзе на півдні Одербруха поблизу села Альтфрідланд є центральною водоймою європейського пташиного заповідника Європейський пташиний заповідник «Озерний та ставковий район Альтфрідланд», осіннього місця відпочинку для до 30 000 перелітних птахів, особливо для гуски білої та великої білолобої гуски.